# Volante (controle)

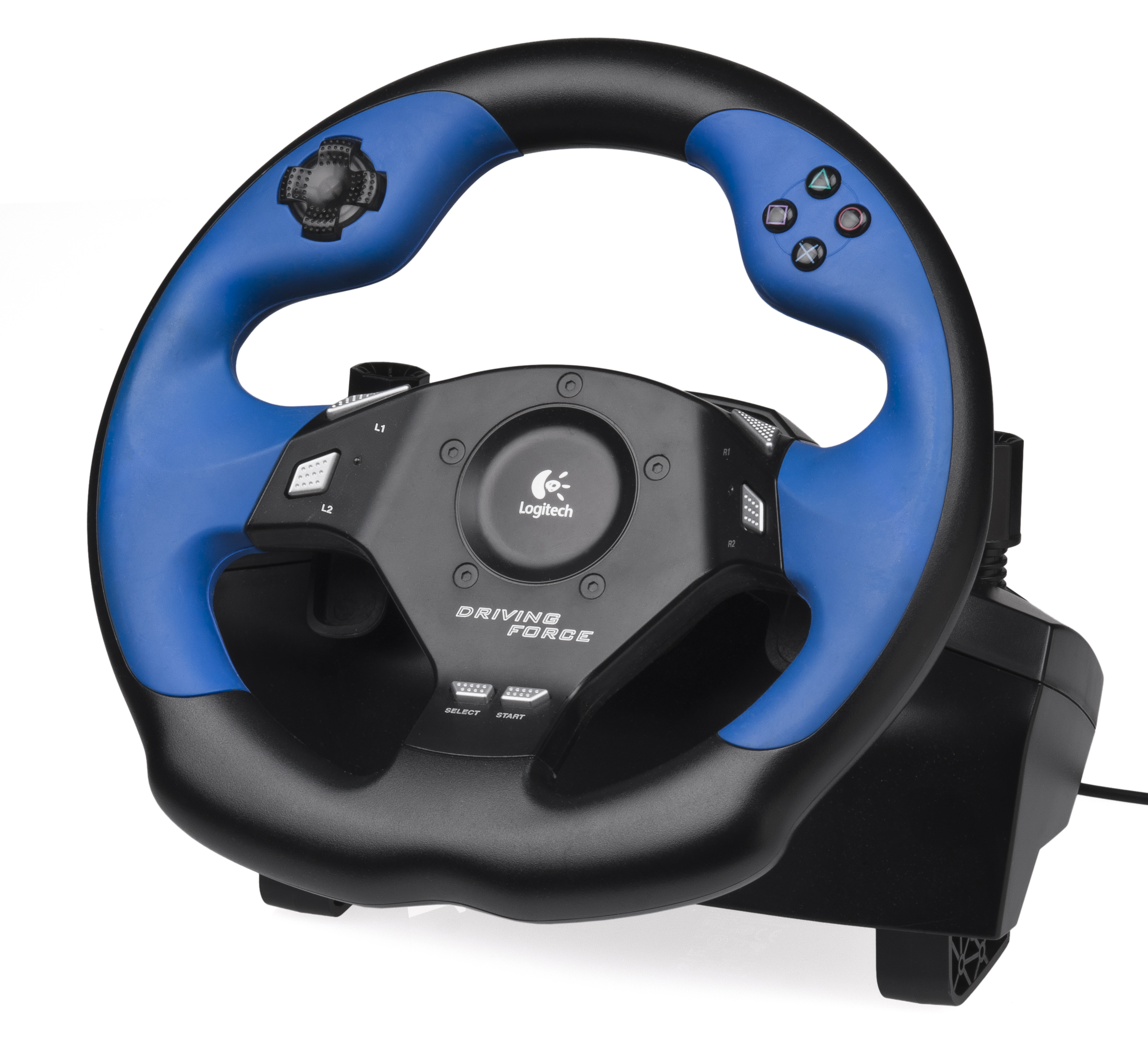
Exemplo de volante.

Volante é um tipo de controlador de jogo utilizado em simuladores de direção e jogos eletrônicos de corrida.
Geralmente são formados por duas peças, a primeira um sistema derivado do paddle, com um grande volante semelhante a de um carro e um sistema de câmbio podendo ser do tipo borboleta no próprio volante com alguns botões digitais montandos sobre a frente ou uma alavanca ao lado em formato sequencial ou em Hmontado na peça, a segunda peça é formada pelos pedais de acelerador, freio e as vezes embreagem. O volante e os pedais detectam de forma analógica diferentes níveis de entrada de comandos.
É comum encontrar volantes com recurso force feedback, esse recurso é aplicado com motores elétricos que agem no volante, gerando vibrações e reações físicas ao volante, alguns volantes evoluíram esse recurso para um novo chamado Direct Drive, onde o volante é montado no próprio motor que gera o force feedback.